# Molophilus plumbeiceps
Molophilus plumbeiceps là một loài ruồi trong họ Limoniidae. Chúng phân bố ở miền Australasia.